# Bobbili
Bobbili (télougou : బొబ్బిలి) est une ville du Nord-Est de l'Andhra Pradesh, dans le Sud de l'Inde.